# Президент Республики Абхазия
Президент Абхазии (абх. Аԥсны Аҳәынҭқарра Ахада) — высшая государственная должность в частично признанной Республике Абхазия. Согласно Конституции 1994 года с изменениями 1999 года, является главой государства и обладает исполнительной властью. До этого (с 1990 года) главой государства был председатель Верховного Совета Абхазии.

## Выборы Президента Абхазии
Выборы Президента Республики Абхазия осуществляются на основе всеобщего, равного и прямого избирательного права при тайном голосовании сроком на пять лет. Президентом Республики Абхазия избирается лицо абхазской национальности, гражданин Республики Абхазия, не моложе 35 и не старше 65 лет, обладающий избирательным правом. Одно и то же лицо не может быть Президентом Республики Абхазия более двух сроков подряд.
Президент Абхазии не может состоять в партиях и общественных объединениях, не может являться депутатом Парламента Абхазии и не может занимать никакие другие должности в государственных и общественных органах, предпринимательских структурах.
- Президентские выборы в Республике Абхазия (1994)
- Президентские выборы в Республике Абхазия (1999)
- Президентские выборы в Республике Абхазия (2004)
- Президентские выборы в Республике Абхазия (2009)
- Президентские выборы в Республике Абхазия (2011)
- Президентские выборы в Республике Абхазия (2014)
- Президентские выборы в Республике Абхазия (2019)
- Президентские выборы в Республике Абхазия (2020)
- Президентские выборы в Республике Абхазия (2025)

## Полномочия Президента Абхазии
Согласно ст. 53 Конституции Республики Абхазия, Президент:
1. обеспечивает соблюдение прав и свобод человека, Конституции и законов Республики Абхазия, её международных обязательств;
2. определяет основные направления внутренней и внешней политики;
3. официально представляет государство в международных делах;
4. подписывает межгосударственные договоры;
5. принимает меры по обеспечению безопасности и территориальной целостности Республики Абхазия, формирует и возглавляет Совет Безопасности, статус которого определяется законом;
6. утверждает военную доктрину Республики Абхазия;
7. является главнокомандующим Вооружённых Сил Республики Абхазия;
8. назначает и отзывает дипломатических представителей Республики Абхазия в иностранных государствах и международных организациях;
9. утверждает программы в области государственного, экономического, социального, культурного и национального развития;
10. обеспечивает проведение на территории Республики Абхазия финансовой, кредитной политики, политики в области науки, образования, культуры, здоровья, экологии, социального обеспечения;
11. обеспечивает единство законодательного регулирования вопросов гражданства, отношений собственности, бюджетно-финансовой системы, налогообложения, охраны окружающей среды, государственной службы;
12. имеет право присутствовать на сессиях Парламента, ему должно быть предоставлено слово в любой момент по его требованию;
13. в интересах обеспечения безопасности граждан вводит в соответствии с законом чрезвычайное и военное положение в Республике Абхазия с последующим утверждением Парламентом;
14. представляет в Парламент Республики Абхазия на избрание кандидатуры Председателя Национального банка, Генерального прокурора, других должностных лиц в соответствии со своими полномочиями, а также входит в Парламент с представлениями об их освобождении;
15. назначает выборы в Парламент Республики Абхазия;
16. назначает и освобождает глав исполнительной власти в городах и в районах Республики Абхазия;
17. рассматривает вопросы об организации и деятельности органов исполнительной власти;
18. отменяет акты министерств и ведомств, глав исполнительной власти городов и районов, а также органов местного самоуправления, в случае противоречия этих актов Конституции и законодательству Республики Абхазия;
19. назначает референдум по собственной инициативе, по требованию Парламента, а также Верховного Суда Республики Абхазия в порядке, установленном законом;
20. обращается к Парламенту с ежегодными посланиями о положении в стране, об основных направлениях внутренней и внешней политики государства, представляет проекты государственного бюджета и отчет о его исполнении;
21. имеет право требовать созыва внеочередных заседаний Парламента;
22. решает в соответствии с законом вопросы гражданства Республики Абхазия;
23. осуществляет помилование;
24. награждает государственными наградами, присваивает почётные, воинские и специальные звания;
25. устанавливает стандарты, эталоны, единицы весов и мер;
26. осуществляет иные полномочия, возложенные на него Конституцией и законами Республики Абхазия.

Президент формирует и руководит Кабинетом министров Абхазии, принимает или отклоняет отставку всего Кабинета или отдельных министров.
В период чрезвычайного положения, стихийных бедствий, военных действий Президент Абхазии вправе издавать декреты, обладающие силой закона и обязательные к незамедлительному исполнению с одновременным сообщением об этом Парламенту.

## Прекращение полномочий
Президент может быть отстранён от должности случае нарушения данной им присяги, Конституции и законов Абхазии Парламентом (не менее 2/3 голосов) на основании заключения Верховного Суда.
Согласно ст. 66 Конституции Абхазии, в случае отстранения Президента от должности или его смерти, отставки либо неспособности осуществлять полномочия и обязанности Президента, таковые переходят к Вице-президенту Абхазии. В случае отстранения, смерти, отставки или неспособности как Президента, так и Вице-президента осуществлять Обязанности Президента, таковые переходят к Премьер-министру Абхазии. В случае невозможности ни одним лицом, перечисленным в настоящей статье, исполнять обязанности Президента, таковые переходят к Спикеру Парламента.
При этом лицо, исполняющее обязанности Президента не вправе назначать референдум, а также вносить предложения о поправках и пересмотре положений Конституции Абхазии.

## Атрибуты президентской власти
Атрибутами президентской власти Республики Абхазия являются штандарт Президента Республики Абхазия, печать с изображением государственного герба и с надписью «Президент Республики Абхазия», шашка, символизирующая роль Президента как главнокомандующего Вооруженных Сил Республики Абхазия и национальный абхазский посох (алабашьа) -символ государственной мудрости.
Печать и штандарт Президента Республики Абхазия
Президент Республики Абхазия имеет круглую гербовую печать с надписью «Президент Республики Абхазия» и штандарт Президента Республики Абхазия.
Штандарт Президента Республики Абхазия представляет собой полотнище прямоугольной формы со сторонами в соотношении 1:2.
Цвет штандарта соответствует цветам Государственного флага Республики Абхазия, по его длине расположены семь чередующих равных по ширине полос зеленого и белого цвета, из них четыре зеленых и три белых. Полосы начинаются с верхнего ряда, первая полоса зеленого цвета.
В верхнем левом углу у древка штандарта расположен прямоугольник пурпурного цвета размером 0,38 длины флага и шириной в три полосы. В центре пурпурного прямоугольника вертикально расположена открытая ладонь правой руки белого цвета. Над ладонью полукругом расположены семь пятиконечных звезд белого цвета.
Полотнище окаймлено золотой бахромой. На древке штандарта крепятся две кисти золотого цвета. Древко штандарта увенчано деревянным навершием в виде конуса.
Шашка Президента
Шашка Президента имеет стальной клинок с одним широким долом. Боевой конец шашки однолезвийный. Длина клинка 78 см. Эфес шашки состоит из рукояти, длина эфеса — 15 см. Рукоять деревянная, покрыта серебряной накладкой, головка рукояти серебряная, покрыта позолоченным орнаментом.
Деревянные ножны шашки обтянуты черной кожей. Длина ножен 81 см. Серебряный прибор ножен состоит из устья, двух гаек и наконечника, он покрыт орнаментом с позолотой. На верхней гайке ножен — серебряная накладка с чеканкой: «19 21/1 17».
Шашка Президента символизирует доблесть.
Посох Президента
Посох является официальным символом власти Президента. Посох называется «алабашьа» и символизирует мудрость.
Длина посоха составляет 137 см. Навершие посоха имеет вид деревянной скобы для большого пальца и деревянного отростка для поддержания ладони. Посох заканчивается наконечником из белого металла длиной 23 см с заостренным концом. Материал посоха — лакированное дерево.
«Алабашьа» — деревянный посох с железным наконечником и скобы на верхнем конце в виде естественного ответвления — атрибут традиционной абхазской культуры. «Алабашьа» делается из тщательно обработанной молодой ели, клёна, красного дерева или кизила. В исторической ретроспективе своя «алабашьа» была у каждого абхазского рода. Главы родов на родовых сходах в знак своего достоинства держали в руках или опирались на «алабашьа». «Алабашьа» передавалась по наследству и являлась родовой реликвией.
По мнению специалистов, «алабашьа», помимо символической, выполняла и прикладные функции — в древности она служила простейшим оружием, была опорой во время ходьбы по гористой местности или при стрельбе в цель, помогала преодолевать препятствия в пути, служила своеобразной трибуной для оратора, который, вонзив «алабашьа» в землю и опираясь на нее, произносил речь перед народным сходом.

## Присяга президента
В соответствии со статьёй 7 закона «О президенте РА»  принятого 12 марта 1999г. при вступлении в должность вновь избранный Президент Республики Абхазия приносит в Народном Собрании Республики Абхазия в присутствии членов Верховного Суда Республики Абхазия присягу на абхазском языке, которая гласит:  
«Ҭоуба зуеит, сымч-сылша, схы-сыхшыҩ, сыҧсҭазаара зегьы Сыҧсадгьыл, сыуаажәлар рымаҵ аура ишазыскуа, сыжәлар ирымҭаны снапаҿы иҟало амчра ҳҳәынҭқарра Аконституциа, иахьатәи уи амш, уаҵәтәи уи аҧеиҧш рыхьчараз схы ишасырхәо. Жәлар рылахь соуааит иҧшьоу абри ахақәкы сацәхьаҵны саныҟала».
«Присягаю всему многонациональному народу Абхазии в том, что приложу свои знания и силы во имя его благополучия, мира и спокойствия. В своей деятельности буду строго следовать требованиям Конституции Республики Абхазия, выступать гарантом её неукоснительного исполнения органами власти, соблюдения прав и свобод всех граждан республики».

## Список президентов Абхазии
| № | Президент                                                                                              | Фотография | Срок полномочий  | Срок полномочий  | Длительность                  | Поддержка партий                 | Примечания |
| - | --- | ---------- | ---------------- | ---------------- | ----------------------------- | -------------------------------- | --- |
| 1 | Владислав Григорьевич Ардзинба                                                                         |            | 26 ноября 1994   | 12 февраля 2005  | 3731 день                     | Беспартийный                     | |
| 2 | Сергей Васильевич Багапш                                                                               |            | 12 февраля 2005  | 29 мая 2011      | 2297 дней                     | Единая Абхазия                   | скончался на посту |
| — | Александр Золотинскович Анкваб (исполняющий обязанности Президента)                                    |            | 29 мая 2011      | 26 июля 2011     | 58 дней                       | Беспартийный                     | |
| — | Нугзар Нуриевич Ашуба (исполняющий обязанности Президента)                                             |            | 26 июля 2011     | 28 августа 2011  | 33 дня                        | Беспартийный                     | |
| 3 | Александр Золотинскович Анкваб (исполняющий обязанности Президента с 28 августа по 26 сентября 2011)   |            | 26 сентября 2011 | 31 мая 2014      | 1007 дней (Итого - 1065 дней) | Единая Абхазия                   | ушел в отставку после массовых беспорядков                                                                                    |
| — | Валерий Рамшухович Бганба (исполняющий обязанности Президента, назначен Парламентом)                   |            | 1 июня 2014      | 25 сентября 2014 | 116 дней                      | Беспартийный                     | |
| 4 | Рауль Джумкович Хаджимба (10-12 января 2020 года — исполняющий обязанности)                            |            | 25 сентября 2014 | 12 января 2020   | 1935 дней                     | Форум народного единства Абхазии | ушел в отставку после массовых протестов и как следствие - отмены итогов прошедших выборов президента.                        |
| — | Валерий Рамшухович Бганба (исполняющий обязанности Президента, назначен Парламентом)                   |            | 13 января 2020   | 23 апреля 2020   | 101 день (Итого - 217 дней)   | Беспартийный                     | |
| 5 | Аслан Георгиевич Бжания                                                                                |            | 23 апреля 2020   | 19 ноября 2024   | 1671 день                     | Беспартийный                     | ушел в отставку после массовых протестов из-за ратификации соглашения, предусматривающего ряд льгот для российских инвесторов |
| 6 | Бадра Зурабович Гунба (исполняющий обязанности Президента с 19 ноября 2024 года по 2 апреля 2025 года) |            | 2 апреля 2025    | действующий      | 133 дней                      | Беспартийный                     | |